# Niklas Heeger
Niklas Heeger (* 7. Januar 2000 in Baden-Baden) ist ein deutscher Fußballtorhüter.

## Karriere
Er begann mit dem Fußballspielen in der Jugend des Karlsruher SC, für den er insgesamt acht Spiele in der B-Junioren-Bundesliga bestritt. Im Sommer 2017 wechselte er in die Jugendabteilung des SV Waldhof Mannheim, bestritt aber auch im Mai 2018 ein Spiel für die erste Mannschaft in der Regionalliga Südwest. Nach einer weiteren Station in der Jugend des SV Sandhausen wechselte er im Sommer 2019 wieder in die Regionalliga Südwest zur zweiten Mannschaft des VfB Stuttgart. Nach einem Einsatz am letzten Spieltag der Saison erfolgte im Sommer 2021 sein Wechsel in die 2. Bundesliga zu seinem Jugendverein Karlsruher SC. Dort kam er auch zu seinem Profidebüt, als er am 29. April 2022, dem 32. Spieltag, bei der 0:2-Auswärtsniederlage gegen Hannover 96 in der Startformation stand. Im Sommer 2022 wechselte er zum Drittligisten Dynamo Dresden. Hier kam der Torhüter bis zur Winterpause jedoch nur in einem Landespokalspiel gegen den VFC Plauen (7:3) zum Einsatz und so ging er im Januar 2023 weiter zu Eintracht Trier in die Regionalliga Südwest. Für seinen Verein kam er bis zum Saisonende auf neun Ligaeinsätze, konnte den Abstieg aber nicht verhindern. Anfang September 2023 wechselte er zum Zweitligisten 1. FC Kaiserslautern, kam dort aber nur für dessen Reservemannschaft in der fünftklassigen Oberliga Rheinland-Pfalz/Saar zum Einsatz. Danach spielte er bei Östringen.